# باشگاه فوتبال پورتلند تورنز

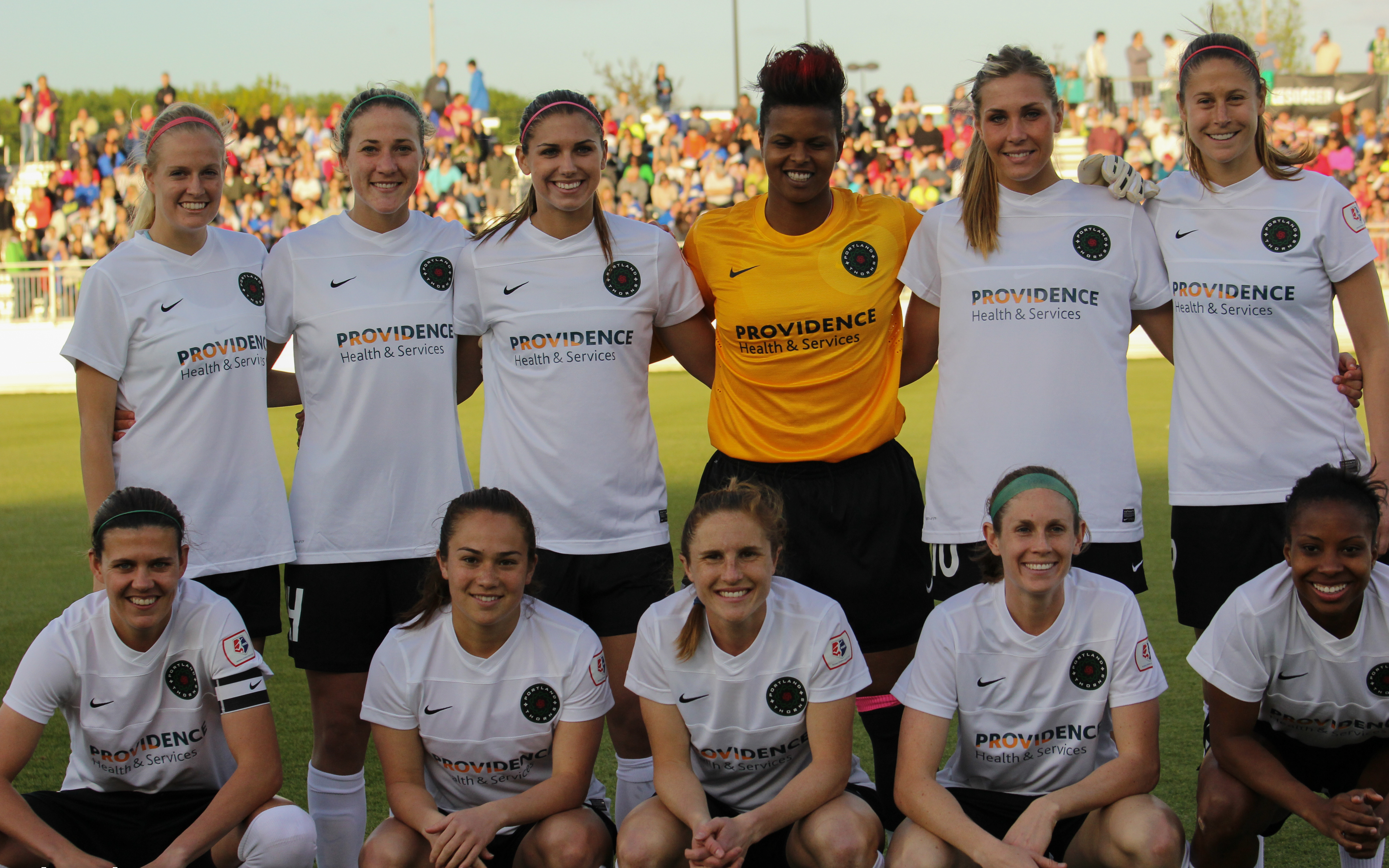

پورتلند تورنز اف سی (به انگلیسی: Portland Thorns FC) یکی از باشگاه‌های حرفه‌ای فوتبال زنان در آمریکا است.
این تیم واقع در شهر پورتلند است و یکی از اعضای لیگ ملی فوتبال زنان در آمریکا است.